# Pregnana Milanese
Pregnana Milanese es una localidad y comune italiana de la provincia de Milán, región de Lombardía, con 6.481 habitantes.

## Evolución demográfica
| Gráfica de evolución demográfica de Pregnana Milanese entre 1861 y 2001 |
|                                                                         |
| Fuente ISTAT - elaboración gráfica de Wikipedia                         |